# 中國南方航空6901號班機爆炸未遂事件
中国南方航空6901号班机爆炸未遂事件是指2008年3月7日发生在中华人民共和国的飞机爆炸未遂事件，本次事件无人受伤。该事故后来被认定为是一起国际恐怖组织有预谋、有组织、有政治目的的未遂恐怖事件。本次飞行计划由乌鲁木齐飞往北京，起飞约35分钟后，一名维族女子进入洗手间后迟迟不出，后因洗手间传出汽油味引起被机组人员警觉并制服，后被发现其带入洗手间的易拉罐盛装的是汽油和香水的混合物（另一说是女子离开洗手间后被发觉身上的汽油味后被制服），同机另一男性乘客也被认为有作案嫌疑被制服。事后该机组受到40万元人民币的奖励。

## 事故經過
2008年3月7日，一名19岁维吾尔族女青年古扎丽努尔·吐尔地从新疆乌鲁木齐地窝堡国际机场商务贵宾安检通道进入候机厅登机。当时随身携带一瓶矿泉水和两罐易拉罐饮料。安检时，她打开矿泉水喝了两口，安检员见她是年轻姑娘，放松警惕没有让她打开易拉罐，而易拉罐里装的是汽油，且为了掩盖汽油味，里面还掺了香水。上午10点35分，该飞机从乌鲁木齐起飞前往北京，11点10分左右，一名空姐闻到厕所方向有汽油味，发现古扎丽努尔·吐尔地神色惊慌。机组人员将其控制，并从其身上搜出装有汽油的易拉罐。12点40分飞机于兰州中川机场紧急降落。无人员伤亡。
另外，该次航班上还有一名中年男人负责监视该女子的举动，其随后也被控制。CZ6901航班备降兰州后，因后序航班CZ6902旅客在京滞留，南航派出北京分公司执管的空中客车A330替南航新疆分公司执行CZ6902航班。

## 其他
1993年的中國北方航空6901號班機空難失事航班，与此次遭劫的航班航班号相同，只是当时的6901号班机由北京飞往乌鲁木齐。